# استیون امرسون
استیون امرسون (انگلیسی: Steven Emerson؛ زادهٔ ۶ ژوئن ۱۹۵۴ an) روزنامه‌نگار، پدیدآور و متخصص در امنیت ملی، تروریسم و افراط گرایی اسلامی، اهل ایالات متحده آمریکا است.
برخی، امرسون را کارشناس تروریسم و اطلاعاتی نامیده‌اند، در حالی که منتقدان گفته‌اند که او یک اسلام‌هراس است.

## تحصیلات و مشاغل اولیه
امرسون لیسانس خود را در سال ۱۹۶۷ از دانشگاه براون و فوق لیسانس خود را در سال ۱۹۷۷ در رشته جامعه‌شناسی دریافت کرد. او در سال ۱۹۷۷ به واشینگتن دی سی رفت و قصد داشت تا بمدت یک سال تحصیلات خود را در زمینه حقوق به تعویق بیندازد.
او تا سال ۱۹۸۲ در قسمت اداری به عنوان یک محقق برای کمیته روابط خارجی مجلس سنای آمریکا کار کرد و بعد به عنوان دستیار اجرایی سناتور دموکرات فرانک چرچ از آیداهو مشغول کار شد.

## روزنامه‌نگار و مفسر
امرسون یک نویسنده آزاد در نشریه نیو ریپابلیک بود که مجموعه مقالاتی را در سال ۱۹۸۲ در مورد تأثیر عربستان سعودی در همکاری با آمریکا، شرکت‌های حقوقی، سازوکارهای روابط عمومی و موسسات آموزشی نوشت. وی در مورد پیروی از قراردادهای بزرگ با عربستان سعودی، اظهار داشت که معاملات ایالات متحده به صورت غیررسمی و توسط لابی گران ثبت نشده برای منافع سعودی صورت می‌گیرد. او این موضوع را در سال ۱۹۸۵ در اولین کتاب خود بنام «خانه آمریکایی سعود: ارتباط دلارهای نفتی پنهان» منتشر کرد. امرسون از ماه ژوئیه ۲۰۰۹ تفسیرهای خود را در اختیار نیوزمگس که موضوعات مربوط به تروریسم را پوشش می‌دهد قرار داد.

### یواس نیوز اند ورلد ریپورت و CNN
او از سال ۱۹۸۶ تا ۱۹۸۹ به عنوان سردبیر ارشد متخصص در مسائل امنیت ملی برای یواس نیوز اند ورلد ریپورت کار کرد. در سال ۱۹۸۸، اثر «جنگجویان مخفی: درون عملیات‌های پنهان نظامی» دوران رونالد ریگان را منتشر کرد، که بازنگری بسیار انتقادآمیزی از تلاش‌های دوره رونالد ریگان برای تقویت قابلیت‌های دفاعی ایالات متحده می‌باشد. نیویورک تایمز در بررسی این کتاب نوشت: «در بین یادداشت‌های زیبای کتاب خوب آقای امرسون داستان‌های کوتاه بخوبی نقل شده‌ای وجود دارد». او در سال ۱۹۹۰، نویسنده مشترک «سقوط پرواز شماره ۱۰۳ پان‌آمریکن: در تحقیقات لاکربی»، که روی تئوری اصلی که ایران در پشت انفجار هواپیمای پان امریکن پرواز ۱۰۳ قرار داشته‌است، بحث می‌کند.
نیویورک تایمز در بررسی کتاب، نوشت: «آقای امرسون و آقای دافی یک گزارش برتر از تحقیقات را تا امروز تهیه کرده‌اند که از نظر درام غنی بود و با داستانهای پندآموز مفصل نیز پشتیبانی شده بود که به آن عمق و وزن می‌بخشد.» این روزنامه آن را به عنوان «انتخاب سردبیران» در فهرست بهترین فروشندگان خود ذکر کرده و آن را به عنوان «کتاب برجسته سال» ذکر کرده‌است.
در سال ۱۹۹۰ به عنوان خبرنگار تحقیقی به سی‌ان‌ان پیوست و به نوشتن مقالات در مورد تروریسم ادامه داد. در سال ۱۹۹۱ وی کتاب «تروریست: داستان درونی تروریست‌های رده بالا عراقی که همیشه علیه غرب بوده‌اند» را منتشر کرد. در این اثر توضیح می‌دهد که چگونه عراق در دهه ۱۹۸۰ شبکه‌های ترور خود را با حمایت ایالات متحده گسترش و افزایش داد.

## مستند جهاد در آمریکا
امرسون در سال ۱۹۹۳ سی ان ان را برای تهیه مستند «تروریست‌ها در میان ما: جهاد در آمریکا» (Terrorists Among Us: Jihad in America)، برای سرویس پخش عمومی (PBS) ترک کرد. این مستند در نوامبر ۱۹۹۴ به عنوان جبهه مقدم پخش تلویزیونی شد. در مستند، او در مقابل برجهای دوقلوی مرکز تجارت جهانی (۲۰۰۱–۱۹۷۳) ایستاد و هشدار داد:
بازماندگان انفجار مرکز تجارت جهانی در سال ۱۹۹۳ همچنان از آسیب روحی رنج می‌برند، اما تا آنجا که به هر فرد برمیگردد، این یک رویداد خبری تماشایی بود که پایان یافته‌است. آیا نیاز داشت که پایان یابد؟. پاسخ این است: ظاهراً خیر. شبکه افراطیان مسلمان به جهاد علیه آمریکا متعهد شده‌است. هدف نهایی آنها ایجاد یک امپراطوری مسلمان است.
امرسون در ابتدا خاطر نشان کرد که «اکثریت قریب به اتفاق مسلمانان عضو گروه‌های ستیزه‌جو نیستند». پیام مستند این بود که سازمان‌های مسلمان در ارتباط با ستیزه‌جویانی هستند که خشونت علیه مسلمانان معتدل و همچنین مسیحیان و یهودیان را تبلیغ می‌کند. همکاری و کمک‌های خیریه به این سازمان‌ها به‌طور ناگهانی آن‌ها را به تروریست تبدیل می‌کند. او دیدارهایی را در هتل‌های آمریکایی ثبت کرده‌است که مسلمانان در این دیدارها خواستار جنگ مقدس شده‌اند و وجوه برای سازمان‌های تروریستی را افزایش داده‌اند. او همچنین از برنامه‌های آموزش جوانان مسلمان آمریکایی با اسلحه در اردوگاه‌های تابستانی را فیلم‌برداری کرد و با حامیان تروریست که او مدعی است تحت پوش سازمان‌های خیریه فعالیت می‌کنند مصاحبه کرد.
او ویدئوهای سخنرانان مسلمان مانند عبدالله عزام در بروکلین را نشان داد که مخاطبانش را تحریک می‌کند که در آمریکا جهاد براه بیندازند.

## آثار

### کتاب‌ها
- (۱۹۸۵)، خانه آمریکایی سعود: رابطه مخفی دلارهای نفتی، فرانکلین واتس، شابک ‎۰−۵۳۱−۰۹۷۷۸−۱
- (۱۹۸۸)، جنگجویان سری: درون عملیات نظامی پنهانی دوران ریگان، پاتنام، شابک ‎۰−۳۹۹−۱۳۳۶۰−۷
- (۱۹۹۰) سقوط پان امریکن ۱۰۳: در داخل تحقیقات لاکربی، با بران دافی، پوتنام، شابک ‎۰−۳۹۹−۱۳۵۲۱−۹
- (۱۹۹۱)، تروریست: داستان درونی تروریست‌های رده بالای عراقی ناقض غرب، House of Random Defective; شابک ‎۰−۶۷۹−۷۳۷۰۱−۴
- (۱۹۹۵)، جنبش جهانی جهاد: اسلام ستیزانه اهداف غرب (انجمن سیاست)، مؤسسه کنگره جهانی یهودی
- (۲۰۰۲) جهاد آمریکایی: تروریست‌هایی که در میان ما زندگی می‌کنند، مطبوعات آزاد؛ ۲۰۰۳ نسخه کاغذی کاغذی، شابک ‎۰−۷۴۳۲−۳۴۳۵−۹
- (۲۰۰۶)، جهاد شامل: راهنما برای مبارزان اسلام در ایالات متحده، کتاب‌های پرومتئوس، شابک ‎۱−۵۹۱۰۲−۴۵۳−۶
- (۲۰۰۶)، القاعده در اروپا: میدان جنگ جدید جهاد بین‌المللی، با لورنزو ویدینو، کتاب‌های پرومته

### فصل‌ها
- (۱۹۹۷) تروریسم در ایالات متحده، جلد. ۶۹، # ۱، «دیگر بنیادگرایان»، ویرایشگر فرانک McGuckin، شرکت HW ویلسون، شابک ‎۰−۸۲۴۲−۰۹۱۴−۱
- (۱۹۹۸) آینده تروریسم: خشونت در هزاره جدید، «تروریسم در آمریکا: تهدید بنیادگرایی اسلامی ستیزه جویانه»، ویرایشگر هاروی وست کوشنر، SAGE, شابک ‎۰−۷۶۱۹−۰۸۶۹−۲

### مستند
- (۱۹۹۴)، تروریست‌ها در میان ما: جهاد در آمریکا
- (۲۰۰۵)، وسوسه انگیز: جنگ رادیکال اسلام علیه غرب
- (۲۰۰۷)، اسلام رادیکال: ترور در واژه‌های خود
- (۲۰۱۳)، جهاد در آمریکا: فریب بزرگ[۲۰]